# Maciejki (województwo warmińsko-mazurskie)
Maciejki (niem. Blumenthal) – osada w Polsce położona w województwie warmińsko-mazurskim, w powiecie kętrzyńskim, w gminie Barciany. Wieś położona jest przy drodze między Momajnami, a Michałkowem.
W latach 1975–1998 miejscowość administracyjnie należała do województwa olsztyńskiego.

## Historia
Wieś w XVIII w. wykazywana była jako majątek ziemski, a po 1945 r. był tu PGR. Przed likwidacją PGR Maciejki znajdowały się w strukturze PPGR Skandawa z siedzibą we Frączkowie.
W Maciejkach znajduje się okazały dwór z początków XX wieku. Jest to budowla parterowa, wybudowana na rzucie prostokąta, z obustronnymi ryzalitami na elewacjach wzdłużnych. Dwór przykryty jest dachem dwuspadowym. Po likwidacji PGR dwór jest własnością prywatną. Przy dworze znajduje się park.